# Nachal Menachemija
Nachal Menachemija (hebrejsky: נחל מנחמיה) je vádí v severním Izraeli, cca 7 kilometrů jižně od Galilejského jezera.
Začíná v nadmořské výšce okolo 200 metrů, na východních svazích hřbetu Micpe Elot. Pak vádí směřuje k jihovýchodu a rychle sestupuje do příkopové propadliny řeky Jordán. Míjí vodní nádrž Agam Ejn Ankor (אגם עין אנקור), která vznikla z opuštěného lomu a bývá nazývána též ha-Agam ha-Nistar (האגם הנסתר, Skryté jezero), protože je ukryta okolními skalami. Nádrž se stala v poslední době předmětem sporu, protože těžební společnost zde plánuje obnovit těžbu horniny, proti čemuž protestují ochranáři přírody a turisté. Dle stavu z roku 2010 je jezero vyschlé a areál je oplocen a nepřístupný veřejnosti. Nachal Menachemija zde zprava přijímá vádí Nachal Ankor a později i vádí Nachal Talija. Poak sleduje lokální silnici číslo 7188 a ústí do řeky Jordán na jihovýchodním okraji obce Menachemija, nedaleko od vesnice Ašdot Ja'akov Ichud, jež leží na protějším břehu řeky.